# (2367) Praha
(2367) Praha est un astéroïde de la ceinture principale.

## Description
(2367) Praha est un astéroïde de la ceinture principale. Il fut découvert le 8 janvier 1981 à l'observatoire Kleť par Antonín Mrkos. Il présente une orbite caractérisée par un demi-grand axe de 2,21 UA, une excentricité de 0,10 et une inclinaison de 1,9° par rapport à l'écliptique.

## Compléments